# シボレー・ボルト (ハイブリッドカー)
ボルト (VOLT)は、GMが製造販売していた自動車である。
シボレーブランドからは、「シボレー・ボルト」（Chevrolet Bolt）という電気自動車も発売され、英語の車名と発音が似通っており、シボレーも混乱が生じている点を認めているが両車は全く別の車種である。

## 初代 (2010-2015年)
2008年9月、GMの創立100周年記念式典において市販モデルが発表された。
2009年8月、約98km/1リッターを記録したと主張している。ただし、ボルトに搭載されたバッテリーがあらかじめフル充電された状態での記録により、ほかの車との燃費を単純に比較する事はできない。アメリカ環境保護局の公的な調査ではガソリン使用量換算で1ガロンあたり93マイルとなり、日産・リーフの1ガロンあたり99マイルを下回る。
ボルトの充電は家庭用110V電源でおよそ8時間を要し、バッテリーがなくなったときにエンジンが始動し充電が行われるが、アメリカ環境保護局の調査によって、エンジンが走行用としても機能することが判明し、純粋な電気自動車ではないという意見もある。2010年末にカリフォルニア州限定で発売が開始される。
ヨーロッパではオペルブランドから外観を変えた姉妹車をオペル・アンペラ (Opel Ampera)/ボクスホール・アンペラ (Vauxhall Ampera) として発売された。
製造はシボレー版、オペル版ともアメリカ合衆国ミシガン州ウォーレンの工場で行われる。2010年4月23日、オペル・アンペラの最初のプリプロダクションモデルが同工場をラインオフした。
また、同日から開催された北京モーターショーではミニバン型の派生モデルであるシボレー・ボルトMPV5コンセプトが世界初公開された。
2011年4月、ニューヨーク国際オートショーにおいて「2011グリーンカーオブザイヤー」を受賞した。
販売面では当初苦戦を強いられ、2011年の販売目標1万台に対し実績は7671台と目標を下回ったほか、2012年2月までは台数が伸びず、GMでは2012年3月に生産の一時休止、並びに従業員の一時帰休を行うことになった。その後好転し、3月には過去最高の月間販売台数を記録（2289台）、2012年1〜7月は計10,666台と、前年目標である1万台を7か月間で達成した。同年にはオペル/ボクスホール・アンペラがヨーロッパ・カー・オブ・ザ・イヤーを受賞している。
2012年1月5日、搭載されているリチウムイオン電池 (韓国LG電子製)が発火する恐れがあるとして、米国で販売した「シボレー・ボルト」を無償で改修すると発表した。同社は「自主的な措置で、リコール（回収・無償修理）ではない」としている。　

### 公的機関での採用
2011年7月、ニューヨーク市は他の20台の電気自動車と共に、50台のシボレー・ボルトを採用すると発表した。調達された車両はニューヨーク市消防局やタクシー・リムジン委員会の公用車、ニューヨーク市警察（NYPD）のパトカーなどとして配備される。同市は過去にもハイブリッド車を調達しており、日産・アルティマ・ハイブリッドやトヨタ・プリウスがパトカーとして配備されたことがある。
今回調達される全ての車両は緊急性の無い任務(non-emergency duties)に使われる。警察ではTraffic Enforcement（交通指導隊）に配備され、Traffic Enforcement Agents（交通指導官）が使うという。ボルトの一部もここへの配備が決まっており、記者会見では「NYPD TRAFFIC」の文字が書かれた車両が公開された。この部署は駐車違反の取締りやレッカー移動などを専門に行っており、もっぱら緊急対応に備えるパトロール局分署警ら課や交通局ハイウェイパトロール、刑事局分署刑事分隊などとは異なる。ただし市警察の規定に沿って、警光灯やサイレンなど緊急自動車として必要な装備は付く。これは同隊に配属されている他の車両も同様である。

### 画像

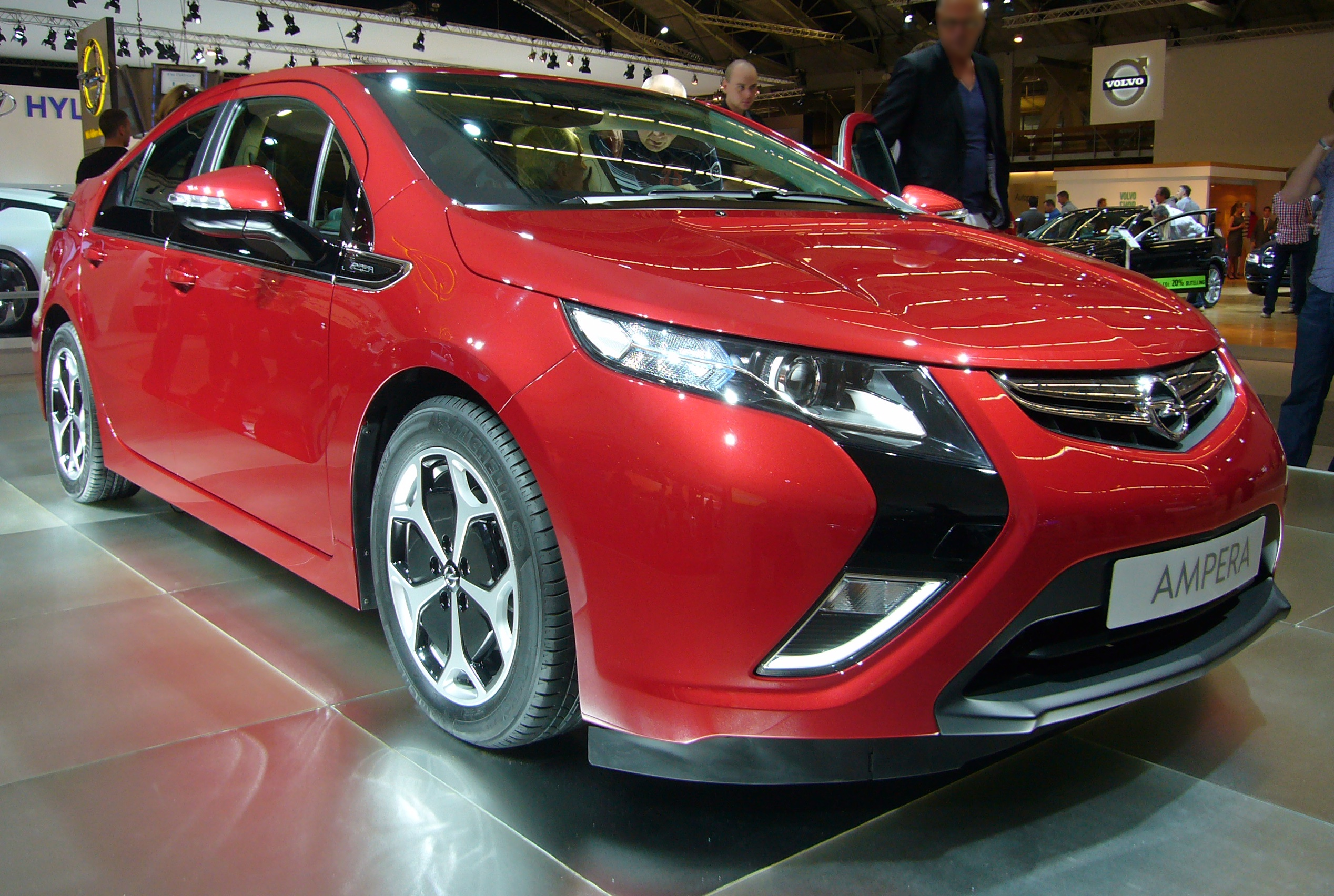
オペル・アンペラ
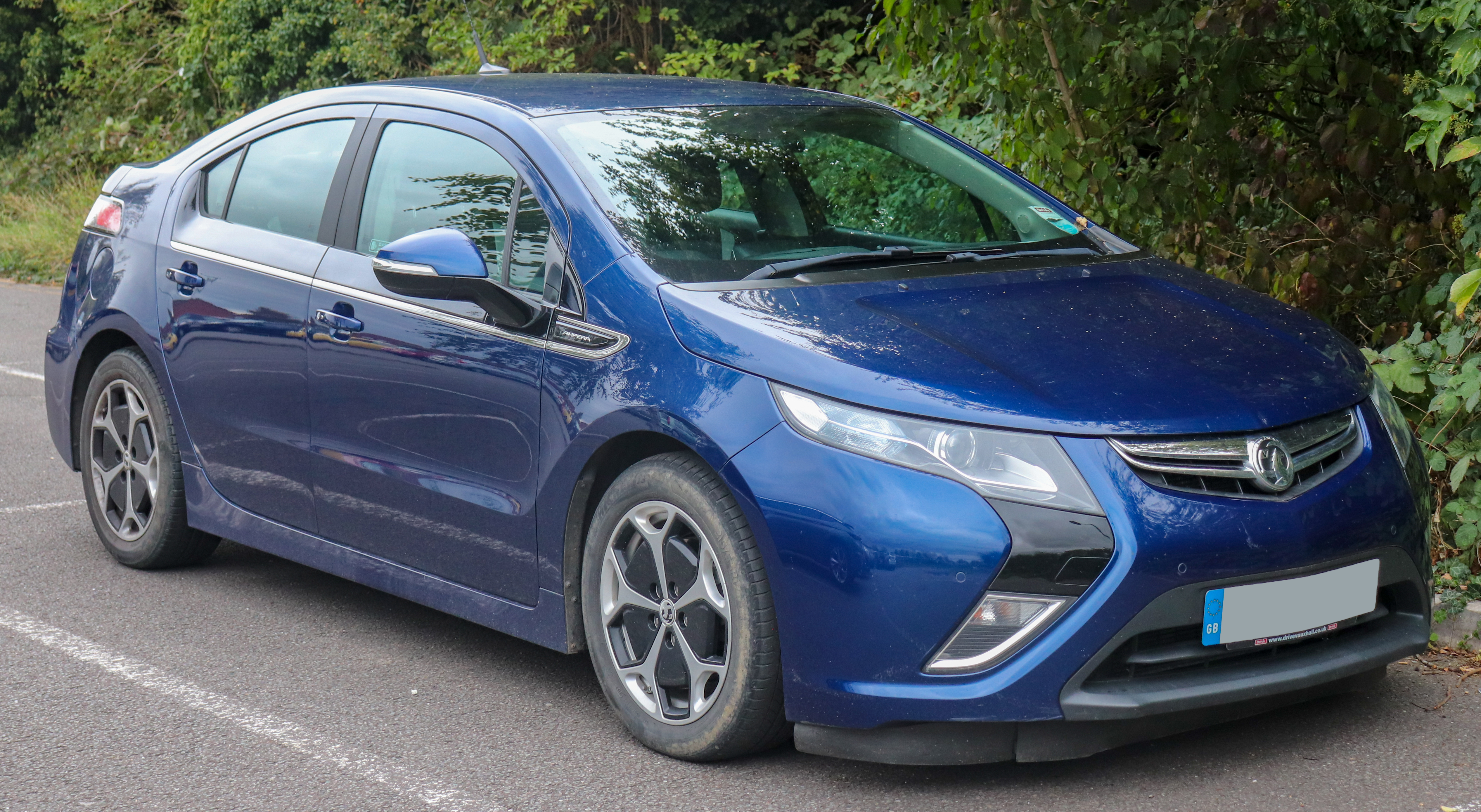
ボクスホール・アンペラ
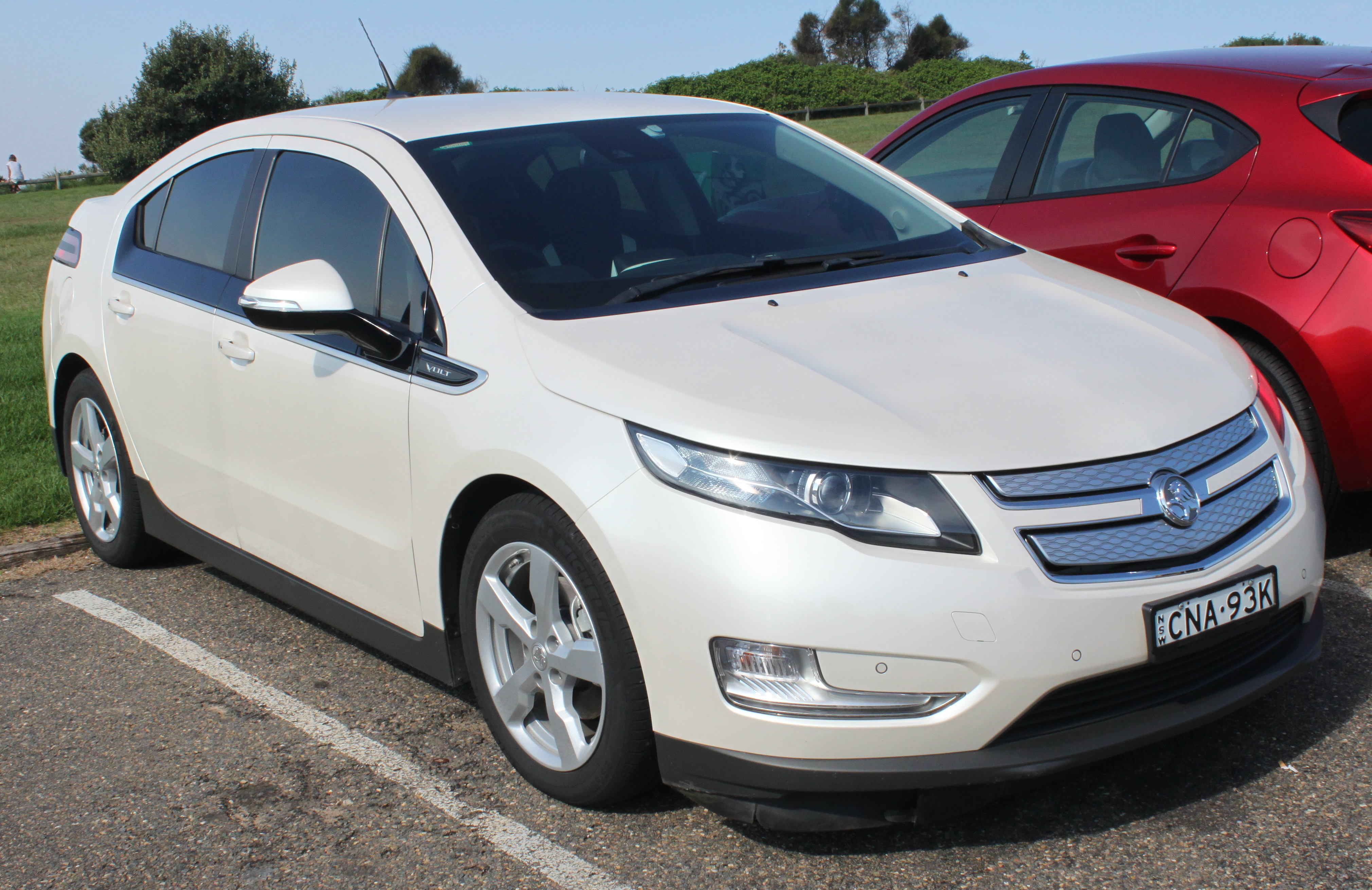
ホールデン・ボルト

## 2代目 (2015-2019年)
2015年1月、デトロイトモーターショーにおいて2代目モデルを初公開した。
2015年11月、ロサンゼルスオートショーにおいて「2016グリーンカーオブザイヤー」を受賞した。
2016年8月、「ボルト」の累計販売が10万台に到達した。
2018年11月に生産終了が発表され、2019年2月に生産を終了した。

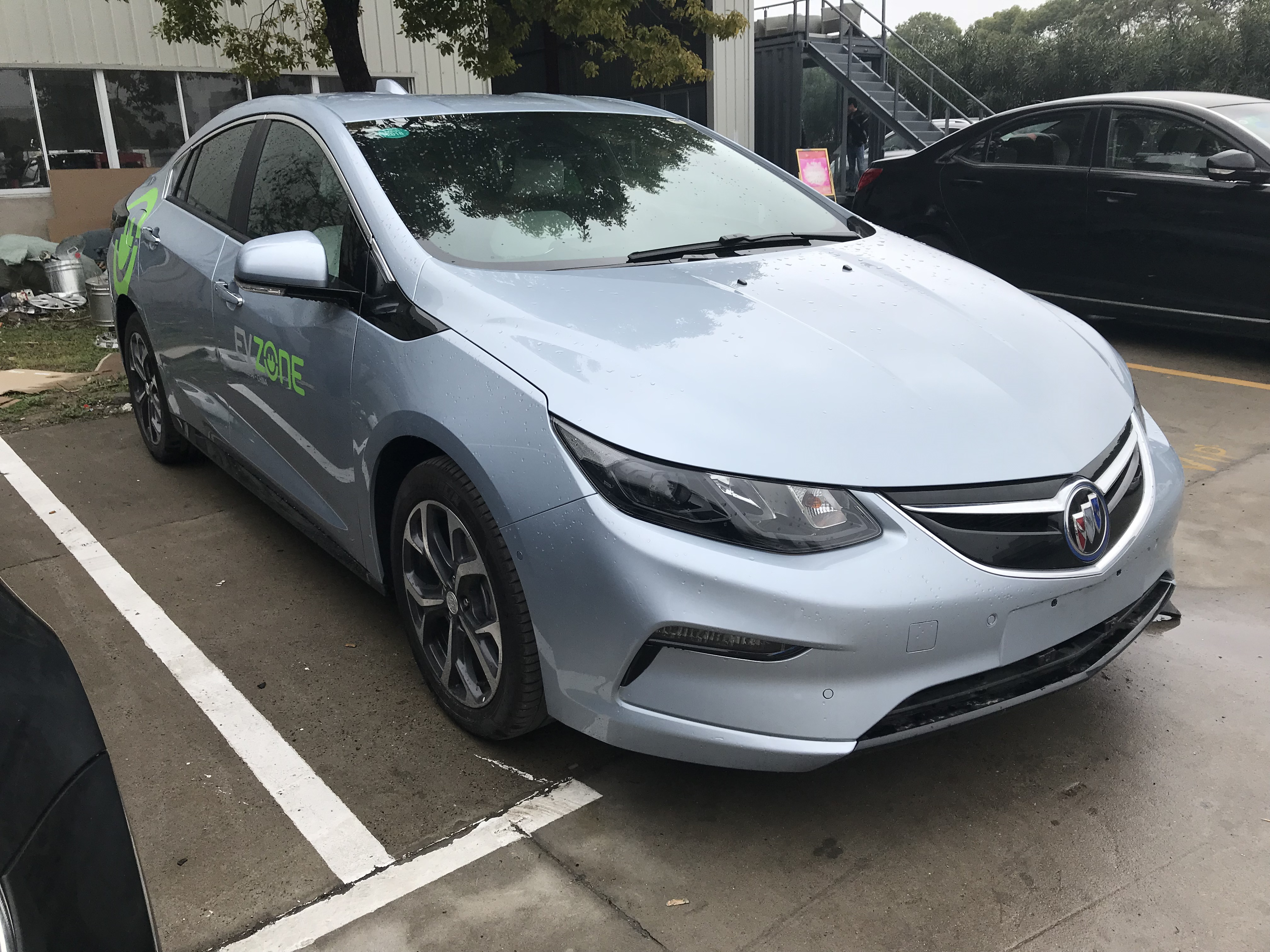
ビュイック・ヴェリテ 5
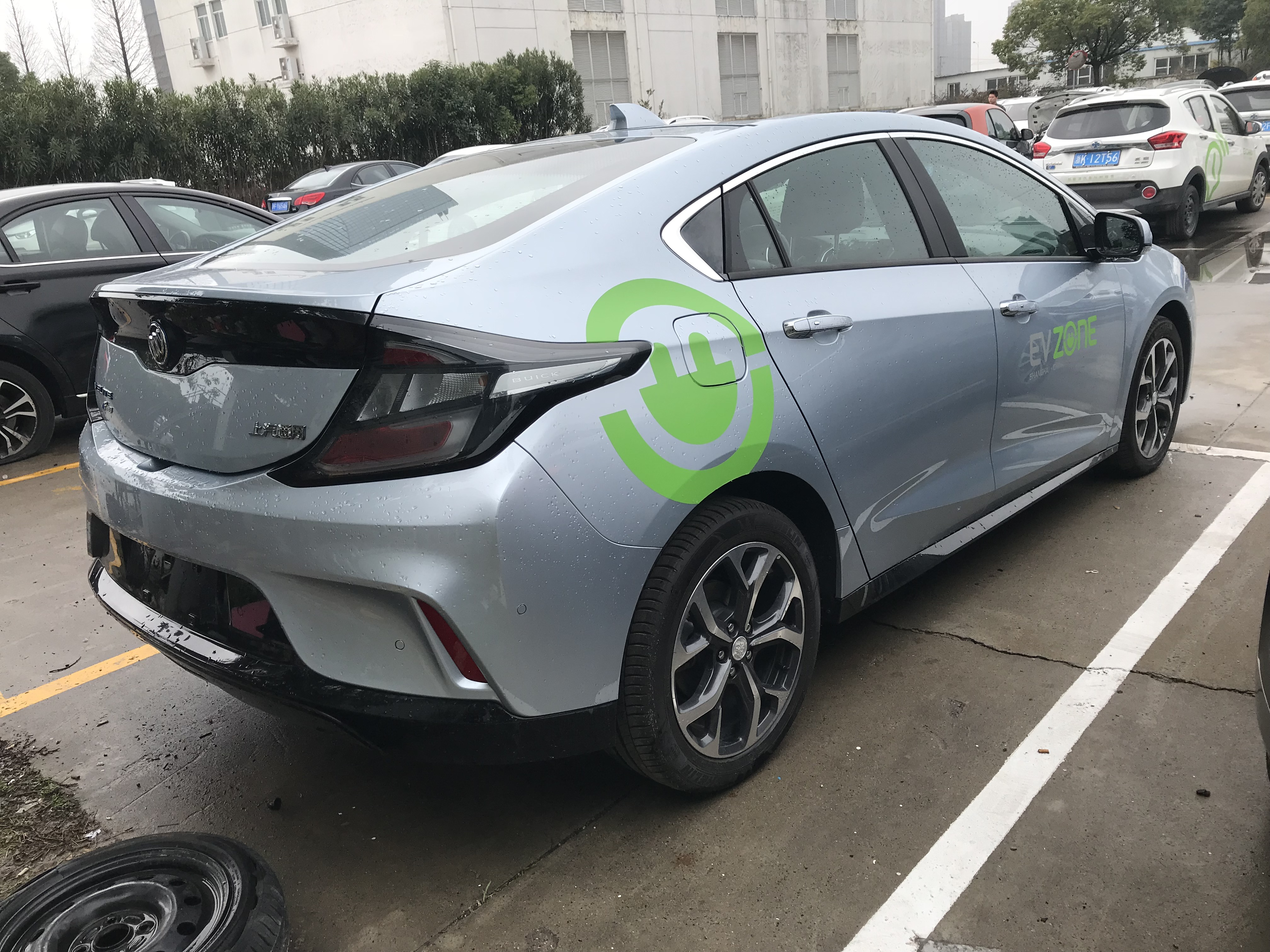
ビュイック・ヴェリテ 5 リア